# Оспедалето д'Алпиноло
Оспедалѐто д'Алпѝноло (на италиански: Ospedaletto d'Alpinolo) е село и община в Южна Италия, провинция Авелино, регион Кампания. Разположено е на 725 m надморска височина. Населението на общината е 2034 души (към 2010 г.).